# Parque Estadual do Pau-Oco
O Parque Estadual do Pau-Oco está localizado no município brasileiro de Morretes no estado do Paraná.
O parque foi criado em 21 de novembro de 1994, pelo decreto nº 4.266 do governo estadual, tendo como objetivo promover a preservação do regime hídrico, da flora e da fauna.
O acesso ao parque se dá pela estrada do Anhaia. As trilhas presentes levam à cachoeira Salto da Fortuna, com cerca de 40 metros de queda formando uma piscina natural. É possível também visitar o Caminho Colonial do Arraial e uma capela onde muitos viajantes pediam proteção.

## Ligações Externas
- Página Oficial do Instituto Ambiental do Paraná